# Papilio epiphorbas
Papilio epiphorbas là một loài bướm thuộc họ Papilionidae. Nó được tìm thấy ở Madagascar and the Comoro Islands.

## Phụ loài
- Papilio epiphorbas epiphorbas (Madagascar)
- Papilio epiphorbas guyonnaudi Turlin & Guilbot, 1990 (Anjouan)
- Papilio epiphorbas praedicta Turlin & Guilbot, 1990 (Grand Comore)

## Hình ảnh

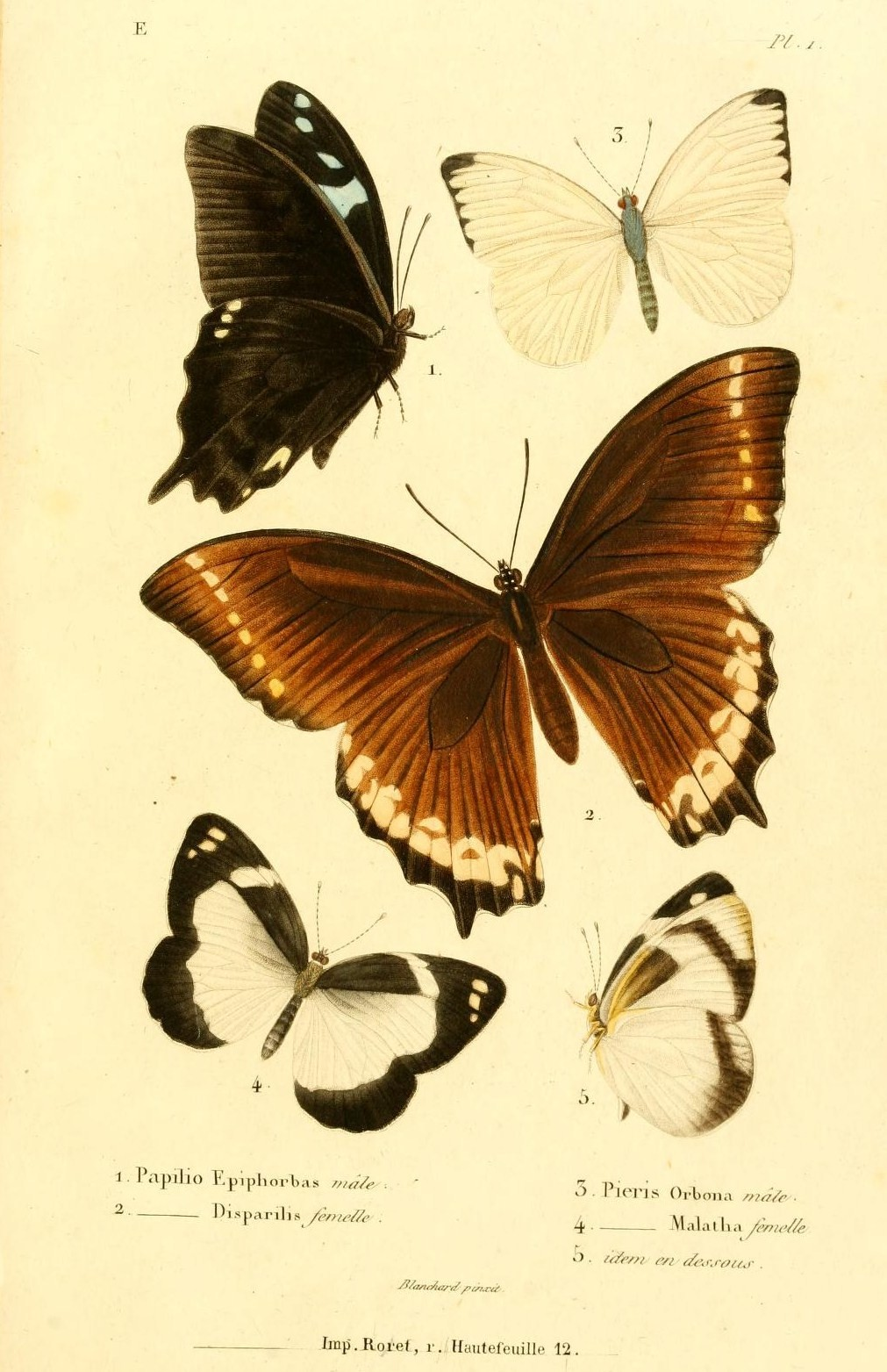
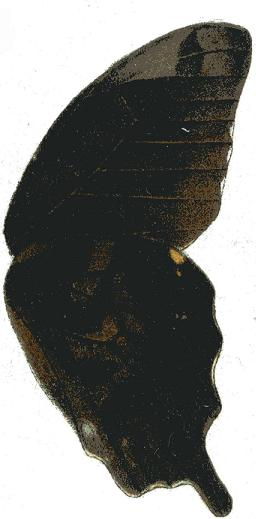
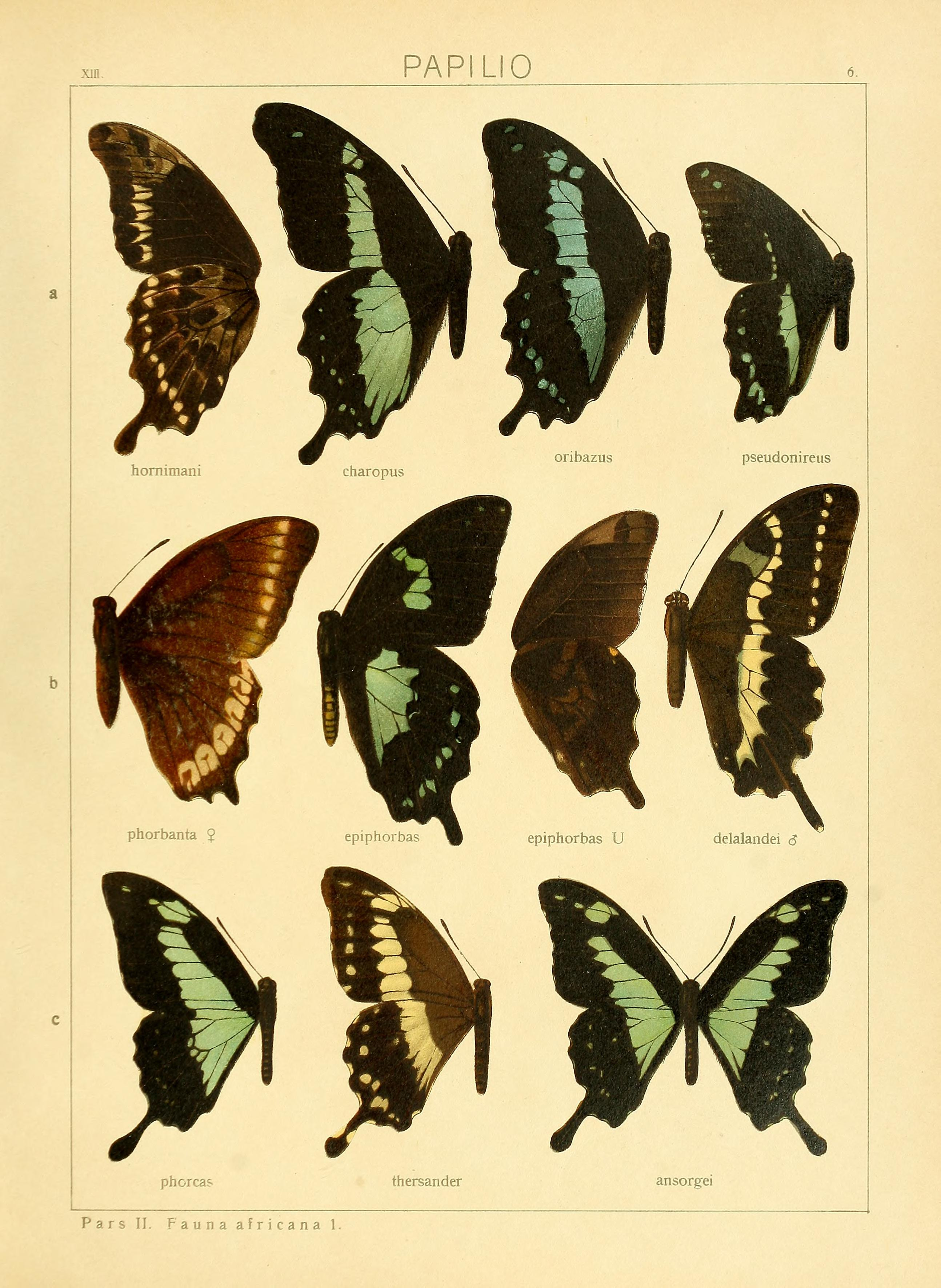